# ELINT
ELINT (acronimo dell'inglese ELectronic-signals INTelligence, lett. "spionaggio di segnali elettronici") è la raccolta di informazioni effettuata utilizzando sensori elettronici.

## Descrizione
La ELINT è una delle specializzazioni della SIGINT ("signal intelligence") insieme con la COMINT. Si distingue da quest'ultima, perché la ELINT si focalizza sullo spionaggio dei segnali diversi da quelli utilizzati per le comunicazioni. ELINT e COMINT sono stati utilizzati in passato in progetti riguardanti sistemi di Fusione Dati, ma i risultati non sono stati positivi.
La metodologia di lavoro classica prevede che i segnali vengano identificati e catalogati, confrontando i parametri raccolti con librerie di dati noti. Se si individuano parametri differenti da quelli archiviati, l'emittente viene classificata come nuova. Le informazioni ELINT sono solitamente ad alto livello di segretezza e vengono trattate come tali.
Una parte importante delle attività concerne la raccolta di dati relativi ai sistemi di difesa aerea o di intercettazione. Lo studio si occupa in particolare delle emissioni dei vari tipi di radar, quali quelli per la difesa aerea, guida missili, imbarcati su aerei o navi, di ricerca, puntamento o scoperta. Le intercettazioni possono essere effettuate da stazioni poste a terra nella prossimità dei confini dell'avversario, da navi o aerei specificamente attrezzati o da satelliti artificiali.
Lo scopo principale delle attività ELINT è quello di acquisire dati utili in caso di conflitto, individuando la esatta posizione delle batterie di missili o artiglieria antiaerea. Conoscendo le caratteristiche e posizioni di questi sistemi, i pianificatori di missioni d'attacco possono tracciare percorsi per gli aerei che evitino le zone più difese. Nel contempo, è possibile per il gruppo di aerei attaccanti dotarsi delle contromisure elettroniche o dei sistemi di jamming più adatti.

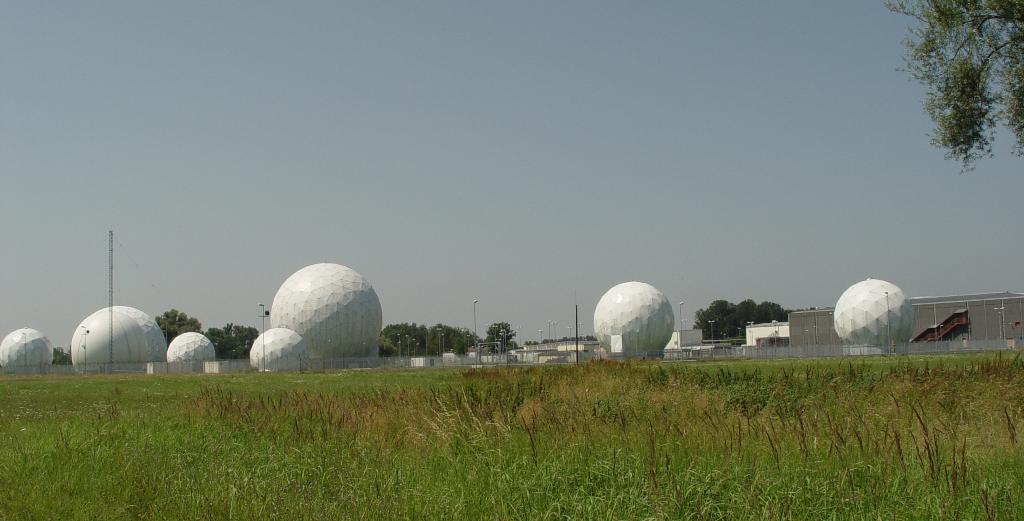
Installazione Echelon a Bad Aibling, Germania

Le ELINT si occupano anche di individuare elettronicamente la posizione di navi, strutture di comando e controllo, sistemi antiaerei e altri sistemi d'arma nemici, con lo scopo di pianificarne la distruzione in caso di conflitto. Lo spionaggio elettronico è importante anche per il corretto svolgimento delle missioni stealth, infatti, gli aerei stealth non sono completamente invisibili ai radar e necessitano di conoscere quali aree evitare. Similmente, gli aerei convenzionali devono conoscere la posizione dei sistemi antiaerei per distruggerli o evitarli. La ELINT è considerata un'importante componente della rete di sensori che costituisce la moderna dottrina della guerra network-centrica.
Per alcune esigenze è necessaria la combinazione di ELINT più altre fonti di spionaggio, particolarmente quando si miri a comprendere il vero significato di emissioni che contengono informazioni in codice. Il metodo di analisi differisce da quello usato nelle operazioni COMINT, in cui ci si focalizza sulle tecniche di crittografia per decrittare i messaggi cifrati, nel caso ELINT, ciò che è di interesse è l'identificazione del tipo di trasmissione per associare la posizione della sorgente. Per esempio, durante la seconda battaglia dell'Atlantico, nel corso della Seconda Guerra Mondiale, le informazioni SIGINT Ultra non erano sempre disponibili, perché la centrale basata a Bletchley Park non era sempre in grado di decrittare il traffico proveniente dagli U-Boat e codificato con la macchina Enigma. Malgrado ciò, il sistema Huff-Duff" (High Frequency Direction Finder) era comunque in grado di individuare quantomeno le posizioni degli U-Boat, rilevando le trasmissioni ed effettuando delle triangolazioni con due o più sistemi Huff-Duff. L'ammiragliato fu in grado di utilizzare queste informazioni per tracciare delle rotte per i convogli nell'Atlantico, in grado di mantenersi lontani dalle alte concentrazioni di sommergibili tedeschi.